# إيرفينج (وكالة مواهب)
إيرفينج كو., إل تي دي  (باليابانية : 株式会社アービング تُنطق باليابانية  :  كابوشيكي غيشا إيبفينغو) هي عبارة عن وكالة إعلانات و مواهب يابانية يقع مقرها في أوتشي -كاندا، بحي تشيودا, بالعاصمة اليابانية طوكيو . أُسست عام 1997 تحت إدارة شركة أوياما مانيلاند كعقار تابع لمجموعة شركات التنمية التي تركز علي إدارة المواهب المتمثلة في الممثلين والآيدول وعارضي الأزياء والتارينتو .
قام الشركة بتغيير مقرها الرئيسي عدة مرات ، حيث نشأت الشركة في منطقة روبونجي بحي ميناتو إلى منطقة أوتشي -كاندا، بحي تشيودا .

## مواهب بارزة

### المواهب الأجنبية
تمثل الوكالة في اليابان فقط
- بلوك بي
- فلاي تو سكاي
- ماي نيم
- ريو سي وون [2]
- سونغ سي كيونغ

### أيدولز / موديل / تارينتو
- مانامي هاشيموتو [3]
- هاروكا كاتاياما ( من فرقة AKB48 سابقًا) [4]
- جورينا ماتسوي ( من فرقة SKE48 سابقًا) [5] [6]
- ماريا ناجاو ( من فرقة AKB48 سابقًا)
- روي راموس (لاعب منتخب اليابان السابق لكرة القدم)
- هارونا يابوكي

## المواهب البارزة السابقة
- تشيساتو أماتي
- تاكاكو إينو
- جونغ وو سونغ
- شينوبو كاندوري
- هيروميتسو كانهارا
- كازوتومو مياموتو
- هيتومي نيشينا
- بارك هيون بن
- كوون سانغ وو
- سيو إن غوك
- سوبر بيفر

## روابط خارجية
- الموقع الرسمي